# Виправні роботи в Росії
Виправні роботи — вид кримінального покарання у Росії, що полягає в примусовому залученні засудженого до праці з відрахуванням з його заробітку в дохід держави певної частини.

## Види виправних робіт
Виправні роботи діляться на два види: ті, які відбуваються за місцем роботи засудженого і ті, які відбуваються в місцях, визначених органами місцевого самоврядування за погодженням з органами, які керують виконанням вироку, як правило, в районі місця проживання засудженого.
Дискусійним в кримінально-правовій теорії є питання про доцільність застосування виправних робіт до осіб, які мають основне місце роботи. Одні автори (М. М. Ісаєв, В. Д. Меньшагін) вважають, що виправні роботи в такому випадку є швидше замаскованим штрафом, стягування якого здійснюється в розстрочку, що вказує на недоцільність даного виду покарання. Інші автори (А. Бриліантов, А. Кібальнік) говорять про необгрунтованість відмови від застосування такої форми виправних робіт. Зазначається, що виправні роботи з відбуванням покарання не за місцем основної роботи засудженого складно застосовувати в сільській місцевості, де відсутні підприємства, на яких потрібні працівники відповідного фаху; що примусовий характер праці і наявна часто його невідповідність кваліфікації та бажанням засудженого зменшує виправний вплив покарання (в тому числі за рахунок зменшення впливу з боку колективу); що серед засуджених до даного виду покарання рецидив зустрічається частіше, ніж серед тих, хто відбували покарання за основним місцем роботи.